# Marius Lazurca
Marius-Gabriel Lazurca (n. 15 martie 1971, Timișoara, România) este un diplomat de carieră, intelectual public și autor român, cunoscut pentru contribuțiile sale în domeniile relațiilor internaționale, literaturii comparate, antropologiei istorice și eseisticii. Lazurca a studiat Literele la Universitatea de Vest din Timișoara, unde a obținut o diplomă în specialitatea Limba și Literatura română și franceză (1996). A obținut titluri de licență (în Literatură comparată), de masterat și respectiv doctorat (în Istorie-Antropologie) la Universitatea Paris IV-Sorbona. În paralel cu cariera sa diplomatică, în care a ocupat poziții precum cele de ambasador al României la Sfântul Scaun (2006-2010), în Republica Moldova (2010-2016), Ungaria (2016-2020) și Mexic (din 2021), Lazurca a rămas activ în domeniul intelectual, publicând lucrări semnalate de critici pentru profunzimea analitică și rigoarea documentară. 

## Biografie și studii
Marius Lazurca s-a născut pe 15 martie 1971, în orașul Timișoara. A făcut studiile primare, secundare și de liceu la Timișoara, Bistrița și Arad. În 1990, a fost admis la Facultatea de Litere a Universității din Timișoara, secția franceză-română, pe care a absolvit-o în 1996. În urma unui concurs național, în 1993 a fost selectat să devină elev străin al École Normale Supérieure, în cadrul unui program conceput de profesorii Étienne Guyon, Violette Rey, membră de onoare a Academiei Române, și Christian Duhamel. La Paris, s-a înscris la o licență de Literatură comparată cu profesorul Pierre Brunel, la Universitatea Sorbonne Paris-IV, cu o teză despre Mircea Eliade, susținută în 1994. La aceeași universitate, un an mai târziu (1995), Lazurca a susținut o teză de masterat în disciplina Istorie-Antropologie, sub conducerea profesorului Michel Meslin. În 2003, tot la universitatea Sorbonne Paris-IV, Marius-Gabriel Lazurca a susținut, sub coordonarea aceluiași Michel Meslin, teza de doctorat cu titlul "L'anthropologie du corps dans le monde romain sous le Haut-Empire".
Sub semnătura Marius Lazurca, Marius-Gabriel Lazurca a publicat cărți de autor, studii academice, eseuri și traduceri. A susținut de asemenea conferințe și prelegeri în română, franceză, engleză, italiană și spaniolă.
Din 1992, este căsătorit cu Mirela-Dorina Lazurca, de profesiune medic, specializată în acupunctură. Au împreună șase copii: Vladimir (n.1995, Paris), Olga (n.1997, Timișoara), Matei (n.1999, Timișoara), Toma (n.2002, Timișoara), Theodora (n.2006, Arad) și Sebastian (n.2010, Roma).

## Cariera profesională
Cariera profesională a lui Marius-Gabriel Lazurca a început în mediul academic, unde a activat ca preparator și, mai târziu, asistent la Universitatea de Vest din Timișoara, Catedra de Limbi Romanice, între octombrie 1997 și noiembrie 2001. Această perioadă a fost urmată de un rol în managementul cultural, în funcția de Director al Centrului Cultural Județean Arad, din decembrie 2001 până în decembrie 2006. În această poziție, a fost responsabil, printre altele, de elaborarea primei strategii culturale a județului Arad și de instituirea unui sistem competitiv de acces la finanțările publice pentru evenimente culturale. 
Începutul carierei sale diplomatice a fost marcat de numirea sa ca Ambasador al României pe lângă Sfântul Scaun și Ordinul Suveran Militar de Malta, funcție pe care a exercitat-o între decembrie 2006 și martie 2010. A continuat ca Ambasador al României în Republica Moldova, pentru o perioadă de peste șase ani, din martie 2010 până în aprilie 2016. Între iulie 2016 și decembrie 2020, a fost Ambasador al României în Ungaria. Concomitent cu mandatul său în Ungaria, a deținut și funcția de Reprezentant Permanent al României la Comisia Dunării, la Budapesta, între iulie 2016 și decembrie 2020. 
Din februarie 2021 până în prezent, Marius-Gabriel Lazurca ocupă funcția de Ambasador al României în Mexic și America Centrală. 

## Activitate publicistică și academică
Marius-Gabriel Lazurca a început să publice încă din perioada studenției, în revista Orizont, a Uniunii Scriitorilor din Timișoara. Lazurca a publicat volume de autor, studii, eseuri și traduceri în domenii precum literatură comparată, antropologie istorică, filosofie și relații internaționale.
Cărțile publicate de Lazurca ilustrează interesele sale în antropologie, literatură și istoria ideilor. Printre volumele date tiparului se numără: Invenția trupului (1996), Zeul ascuns. Literatură și inițiere la Mircea Eliade (2001; ediția a 2-a, 2015). De asemenea, a publicat Strategia Culturală a Județului Arad/Arad County cultural strategy (în română și engleză, 2005). În 2022, a publicat In corpore. De la corpul păgân la trupul creștin în Antichitatea Târzie (în română).
Începând din 1997, la invitația profesorilor Adriana Babeți, Mircea Mihăieș și Cornel Ungureanu, Lazurca s-a alăturat grupului de cercetare "A Treia Europă", care a publicat, cu precădere la Editura Polirom, o revistă academică proprie, antologii de texte, lucrări științifice de sine stătătoare și o serie de romane. În această calitate, Lazurca a publicat studii de literatură comparată și câteva prefețe/postfețe la mai multe romane ale unor autori-central europeni: Joseph Roth (Marșul lui Radetzky și Cripta Habsburgilor, Univers, 1998) și Czeslaw Milosz (Valea Issei, Univers, 2000).
Lazurca se numără și printre autorii care au contribuit la Dicționarul romanului central-european din secolul XX, îngrijit și coordonat de Adriana Babeți (în română, 2022). De asemenea, Marius Lazurca a tradus mai multe volume, între care cel mai semnificativ este Totalité et Infini de Emmanuel Lévinas (în română, 1999). Din 1996 până în prezent, a publicat și a susținut conferințe pe subiecte diverse, inclusiv literatură franceză și central-europeană, istoria ideilor și relații internaționale, în română, franceză, engleză, spaniolă și italiană. Această activitate științifică și publicistică, în paralel cu cariera diplomatică, îl îndeamnă pe Andrei Pleșu să scrie, pe coperta a IV-a a volumului In corpore. De la corpul păgân la trupul creștin în Antichitatea Târzie: "Sunt întotdeauna încântat când întâlnesc un intelectual pe care demnitățile publice nu-l deturnează de la vocația sa cărturărească. Din păcate, fenomenul e rar. Asumarea unei cariere înalt administrative e greu de conciliat cu reflexele "contemplativității" studioase. Marius Lazurca este, însă, o fericita excepție."
Împreună cu Vladimir Lazurca, Marius Lazurca este și co-editorul operelor lui David Mitrany, din care au apărut în 2023, la Presa Universitară Clujeană, primele două volume: Teoria funcțională a politicii și Un sistem de pace operativ. Lazurca semnează și prefețele la cele două volume. Acest proiect editorial a fost inițiat de profesorul Paul-Dragoș Aligică și este sprijinit financiar de BCR și Fundația Spandugino.

## Decorații și distincții
Marius-Gabriel Lazurca a fost distins cu mai multe decorații și ordine, asociate preponderent cu posturile sale de ambasador.
Printre cele mai notabile se numără:
- Marea Cruce a Ordinului Pius al IX-lea[23], ordin acordat de Sfântul Scaun.
- Marea Cruce a Ordinului "Pro merito Melitensi", acordat de Ordinul Suveran Militar de Malta.
- Ordinul de Onoare al Republicii Moldova. Această distincție a fost acordată la încheierea mandatului său de ambasador în Chișinău[24].

Pentru publicistica sa, Lazurca a primit: Premiul pentru debut al Uniunii Scriitorilor din Timișoara, în 1997; Premiul "Ovidiu Cotruș" pentru Critică Literară și Eseu, în 1999; Premiul revistei "Observatorul Cultural", în 2023.
În 2011, Marius-Gabriel Lazurca a primit Premiul "Nicolae Titulescu" "pentru contributia la consolidarea pozitiei de reintregire a natiunii romane in Europa Unită", disitincție acordată de Academia Română și Marea Lojă Națională din România.
În cursul Reuniunii Anuale a Diplomației Române din 2014, ministrul de externe Titus Corlățean i-a înmânat ambasadorului Lazurca Diploma de excelență a Ministerului Afacerilor Externe.

## Afilieri profesionale
Marius-Gabriel Lazurca este membru al corpului diplomatic și consular al României.
Lazurca este de asemenea:
- Alumnus al École Normale Supérieure, Paris.
- Alumnus al "New Europe College", București[28].

## Competențe lingvistice
În afară de limba maternă (română), Lazurca este fluent în limbile franceză, engleză, spaniolă și italiană. În cursul mandatului de ambasador la Budapesta, Marius-Gabriel Lazurca a studiat limba maghiară.